# Відновлення даних

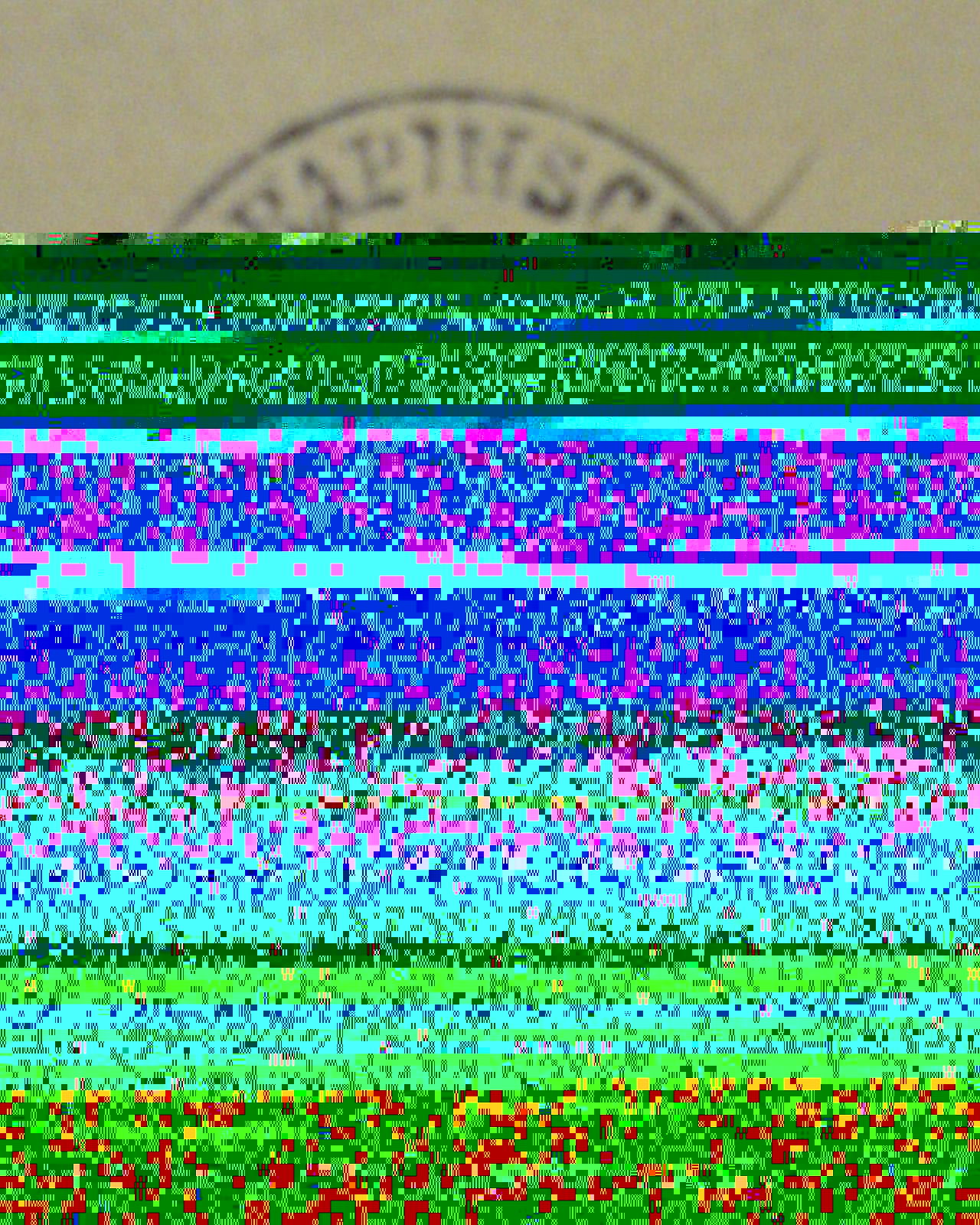
Результат майже відновлених даних фотографії у форматі JPEG на жорсткому диску, яке закінчилось невдачею.

Відно́влення да́них (англ. Data recovery) — процес порятунку або відновлення доступу до даних, що зберігаються на будь-якому носії пристрою запам'ятовування, коли вони не можуть бути доступні у звичайному режимі.

### Відновлення за сигнатурами
У разі, коли реконструкція файлової системи неможлива в силу будь-яких причин, деякі файли все ще можна відновити, використовуючи відновлення по сигнатурах. При даному типі відновлення відбувається по секторне сканування накопичувача на предмет наявності відомих сигнатур файлів.
Основний принцип роботи алгоритмів сигнатурного пошуку такий же, як у найперших антивірусів. Як антивірус сканує файл в пошуках ділянок даних, які збігаються з відомими фрагментами коду вірусів, так і алгоритми сигнатурного пошуку, що використовуються в програмах для відновлення даних, зчитують інформацію з поверхні диска в надії зустріти знайомі ділянки даних. Заголовки багатьох типів файлів містять характерні послідовності символів. Наприклад, файли у форматі JPEG містять послідовність символів «JFIF», архіви ZIP починаються з символів «PK», а документи PDF починаються з символів «% PDF-».
Деякі файли (наприклад, текстові та HTML файли) не володіють характерними сигнатурами, але можуть бути визначені за непрямими ознаками, тому що містять тільки символи з таблиці ASCII.
| Файл | Починається з сигнатури |
| ---- | ----------------------- |
| avi  | 5249                    |
| bmp  | 424D                    |
| tif  | 4949                    |
| doc  | D0CF                    |
| docx | 504B                    |
| jpeg | FFD8                    |
| png  | 8950                    |

За результатами сканування видається, найчастіше, список файлів, відсортованих за типом. Інформація про розташування файлів не відновлюється.
Даний тип відновлення добре застосовувати для відновлення фотографій з карт пам'яті, бо дані на карті однотипні та записуються, в загальному випадку, суворо послідовно, без фрагментації.

### Змішане відновлення
Більшість програм дозволяють застосувати одночасно кілька способів відновлення за одне сканування. В результаті видається максимально можливий результат при використанні даної програми.
Відновлення з резервних копій
Найнадійніший, простий і дешевий спосіб відновлення інформації — відновлення інформації з раніше зроблених резервних копій. Для створення резервних копій використовується спеціалізоване ПО, яке в тому числі може виконувати відновлення даних.

### Програмно-апаратний спосіб
Програмно-апаратний спосіб потрібно при фізичному пошкодженні накопичувача. Тут необхідно загострити увагу на типі накопичувача: гнучкий це магнітний диск (НГМД), жорсткий магнітний диск (НЖМД), флеш (накопичувач NAND-Flash) або CD / DVD / BD. Розглянемо основні типи носіїв і їх несправності.

### Накопичувач на гнучкому магнітному диску (НГМД)
Основною несправністю є так зване «розмагнічування».
Зустрічається найчастіше при проходженні магнітних детекторів в магазинах, метро, аеропортах. Відновити дані вдається тільки з не розмагніченого областей накопичувача. Так само зустрічаються несправності, пов'язані з фізичним ушкодженням носія, такими як подряпини, сильне забруднення. Кожен випадок необхідно розглядати індивідуально і тільки після цього прогнозувати результат відновлення інформації.

## Відновлення видалених даних
При видаленні даних вони фізично залишаються на накопичувачі, проте в файловій системі більш не показуються, а місце на носії, де вони розташовуються, позначається як вільне і готове до запису нової інформації. У випадку запису в даний розділ або логічний диск може статися часткове або повне заміщення даних, помічених як вилучені.
Подібні файли можна прочитати і відновити з усіма атрибутами та інформацією про розташування, прочитавши службові записи файлової системи. Існують як програми тільки для відновлення видалених даних, так і комплексні рішення, де відновлення видалених даних — лише одна з функцій.